# Storgatan, Örebro

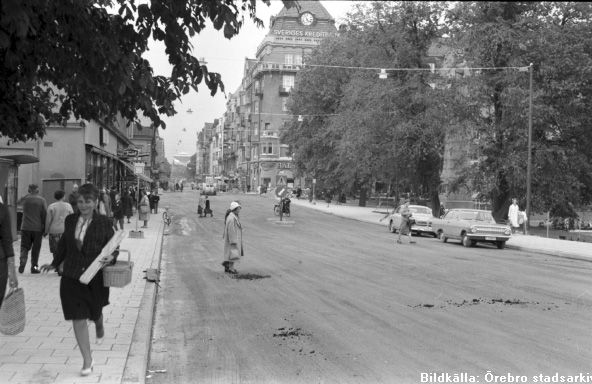
Storgatan norrut år 1964. Till höger dåvarande Centralparken, nu Henry Allards park och Centralpalatset. Längst i fjärran skymtar vattentornet Svampen.

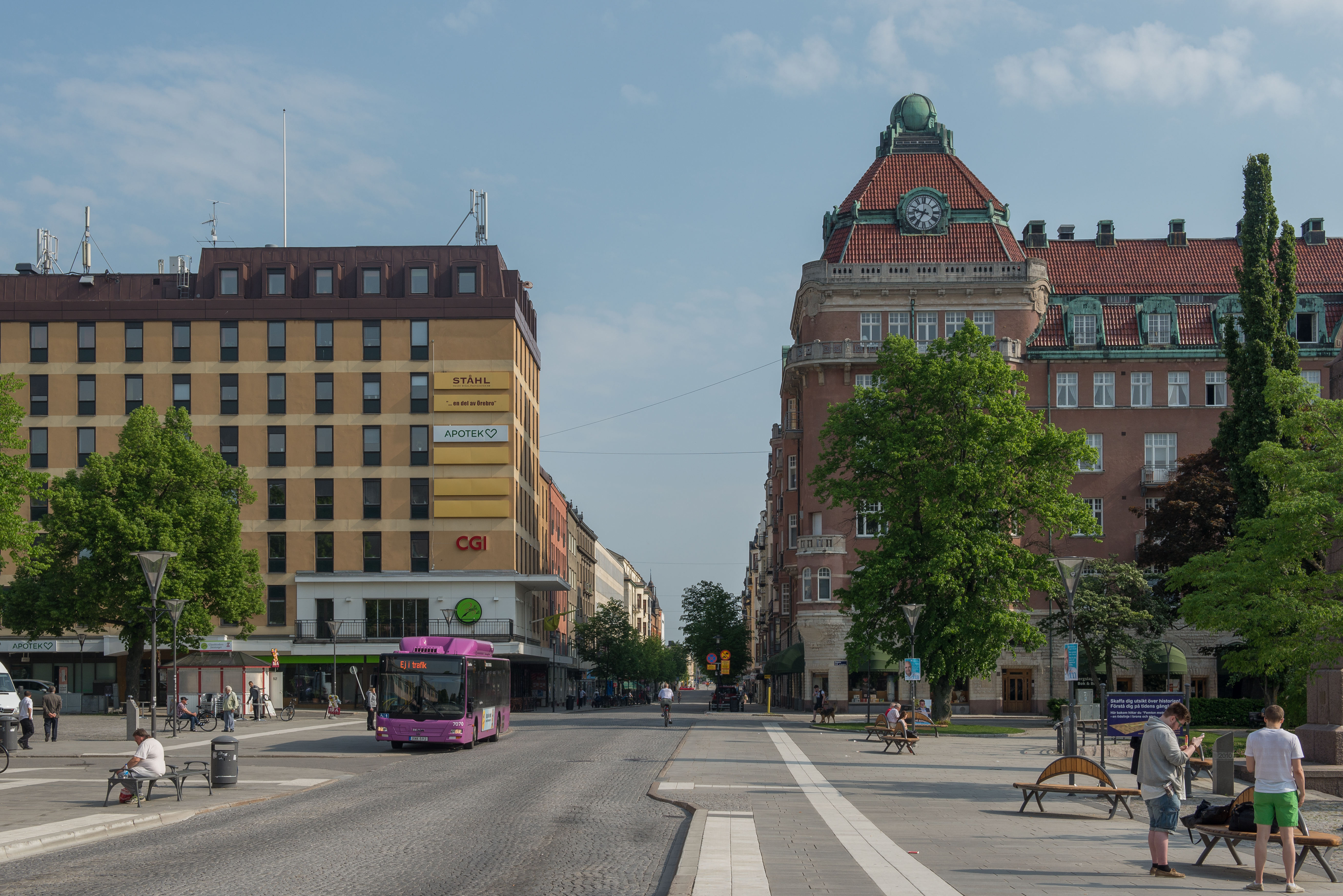
Samma vy 2014.

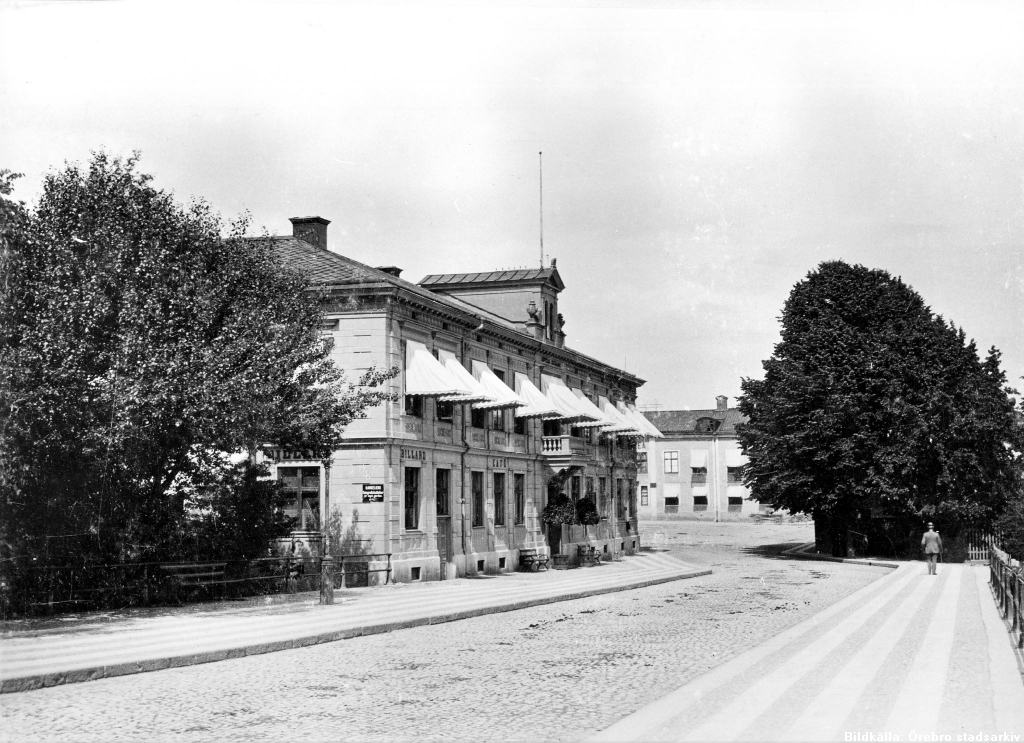
Björkegrens hotell, Centralhotellet, sedermera varuhuset EPA, omkring år 1890-1900. Burenstamska huset i bakgrunden.

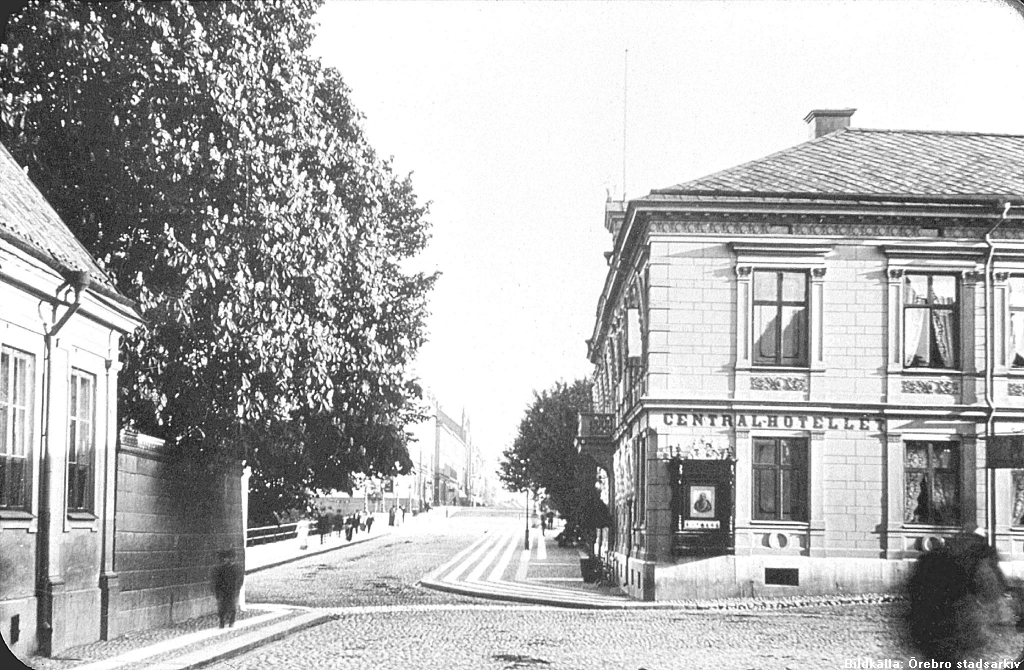
Storgatan söderut ca. år 1900. Centralhotellet till höger. Åkerhielmska gården till vänster. Storbron kan anas i bakgrunden.

Storgatan i Örebro går genom Centrum i syd-nordlig riktning. Storgatan börjar vid Storbron, vid Svartån. Den utgör en direkt fortsättning på Drottninggatan. Storgatan slutar på Norr vid Bromsplan, där den övergår i Hovstavägen.

## Historik
Stråket Drottninggatan - Storgatan är den äldsta gatan i Örebro. Den ligger på den rullstensås där den gamla landsvägen gick mellan södra och norra Svealand. Där Svartån bröt igenom åsen bildades ett gynnsamt vadställe. Där ligger Storbron idag.
Storgatan - Drottninggatan kallades förr Gatun, och hade fram till 1654 en annan och krokigare sträckning. Det året beslutade Drottning Kristina om en ny stadsplan, varvid Gatun skulle rätas, backarna skulle jämnas ut, och kvarteren skulle göras mera fyrkantiga. Fortfarande finns spår av Örebros gamla gata i Näbbtorgsgatan på Söder, liksom Gamla Gatan vid Järntorget, och Olaus Petri kyrkogata och Lillågatan på Norr .
Gatan var tidigare den huvudsakliga genomfartsleden genom Örebro, men i samband med Högertrafikomläggningen 1967 iordningställdes Södra Infartsleden. Västra centrumleden kom några år senare, varefter genomfartstrafiken leddes annan väg genom staden. Efter detta har Storgatan varit stängd för allmän biltrafik på sträckan Storbron - Järnvägsgatan. På senare år har Storgatan öppnats för allmän biltrafik.

## Byggnader och torg utefter Storgatan
- Storbron
- Örebro slott
- Järntorget
- Åkerhielmska gården, Storgatan 2, nu riven
- Henry Allards park
- Centralhotellet, (byggt som Björkegrens hotell), sedermera EPA-huset, Storgatan 3, nu rivet.
- Olaigatan
- Burenstamska huset, Storgatan 5, nu rivet
- Centralpalatset, Örebro
- Fredshuset, Storgatan 7, nu rivet
- Landsstatshuset. Tidigare låg här Marsfältet och Marsfältets skola.
- Örebro kloster, nu borta. Låg ungefär där polishuset ligger idag.
- Bibanan till Skebäck. Denna var en del av Köping-Hults Järnväg.
- Örebro hospital och gamla lasarett, Storgatan 33
- Blåsut, Storgatan 38 (nu rivet)
- Olaus Petrikyrkan
- Klosterbacken. Där låg Norra sjukhemmet och på 1500-talet den gamla Längbro kyrka
- Bro över Lillån
- Bromsplan, där Storgatan övergår i Hovstavägen